# Palau Esterházy
El palau Esterházy va ser reconstruït en la dècada de 1920 i en la dècada de 1950, quan va ser adaptat per a les necessitats de la Galeria Nacional d'Eslovàquia. Avui dia, amb els espais adjacents i una extensió moderna, alberga les exposicions nacionals de les galeries eslovaques.